# 1992
Cette page concerne l'année 1992 (MCMXCII en chiffres romains) du calendrier grégorien.
L'année 1992 est une année bissextile qui commence un mercredi.

## En bref
- 7 février : signature du traité de Maastricht et création de l'Union européenne moderne par les membres de la CEE. Le traité entrera en vigueur le 1er novembre 1993.
- 3 au 14 juin : sommet de la Terre de Rio de Janeiro. Sommet de la « Planète Terre » organisé par les Nations unies :
  - Adoption d'une déclaration sur les droits et responsabilités des pays dans le domaine de l'environnement,
  - Définition des trois piliers du développement durable (environnemental, social, économique),
  - Définition de l'agenda 21 pour les collectivités territoriales.
- 16 juin : sommet George Bush et Boris Eltsine sur la réduction des armements nucléaires.
- 17 juin : Boutros Boutros-Ghali, secrétaire général des Nations unies, publie un « Agenda pour la paix »[1].
- 16 octobre : le prix Nobel de la paix est attribué à la Guatémaltèque Rigoberta Menchú Tum[2].

## Chronologie territoriale

### Afrique

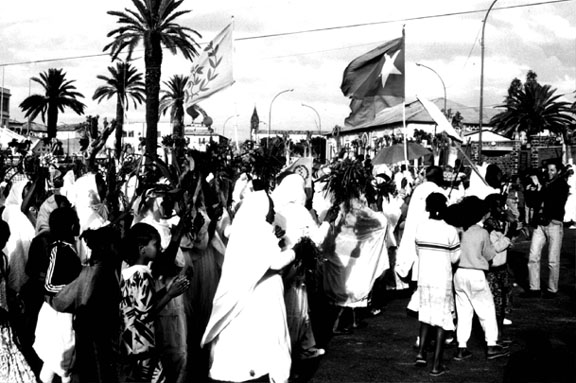
Démocratisation de l'Afrique : élections locales en juin à Dembi Dolo, Éthiopie.

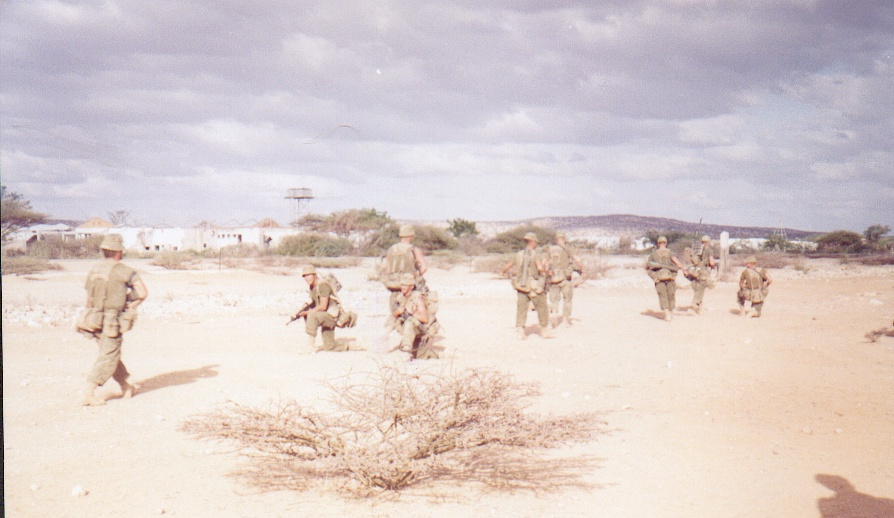
9 décembre : Restore Hope. Troupes canadiennes en Somalie.

- 12 janvier : adoption par un référendum constitutionnel de la Constitution de la IIIe République du Mali.
- 16 janvier[3] : Mobutu suspend la Conférence nationale (rouverte le 16 avril). Débuts des affrontements entre Mobutu et l'opposition au Zaïre.
- 22 janvier : mutinerie de la Voix du Zaïre[4] contre le gouvernement congolais.
- 22 février : visite du pape Jean-Paul II à Gorée (Sénégal). Il qualifie d'« holocauste méconnu » l'esclavage d'Africains[5].
- 25 février : promulgation par décret de la nouvelle Constitution du Mali, instaurant la IIIe République.
- 13 mars[6] : constitution adoptant le multipartisme au Burundi.
- 31 mars : adoption par le Conseil de sécurité des Nations unies de la résolution 748 : début de l'embargo contre la Jamahiriya arabe libyenne, accusée d'avoir organisé l'Attentat de Lockerbie en 1989 et l'attentat contre un avion d'UTA au Niger la même année.
- 15 mars : référendum pour une nouvelle constitution au Congo[7]. Le multipartisme est adopté.
- 17 mars : succès du référendum sur la participation des Noirs à la vie politique en Afrique du Sud. Frederik de Klerk obtient l’abolition de l’apartheid à l’issue d’un référendum organisé pour les seuls Blancs. Les homelands sont invités à réintégrer l’Afrique du Sud (1994).
- 9 mars : constitution instaurant le multipartisme au Burundi[8].
- 3 avril : multipartisme en Guinée[9].
- 11 avril : signature à Bamako du « Pacte National » consacrant le règlement du conflit du Nord du Mali.
- 12 avril-26 avril : élection présidentielle au Mali. Alpha Oumar Konaré devient le premier Président de la IIIe République. Investiture le 8 juin.
- 29 avril : coup d’État militaire en Sierra Leone contre le président Joseph Momoh. Valentine Strasser prend le pouvoir.
- 7 mai :
  - Signature à Bamako du « Pacte Social pour l'amélioration des conditions de vie des travailleurs », entre l'État malien et l'Union nationale des travailleurs du Mali (UNTM).
  - Loi instaurant le multipartisme en Tanzanie[10].
- 18 mai : IVe République au Ghana. Démocratie pluraliste.
- 5 juin : fin de la période de « Transition démocratique » au Mali présidée par Amadou Toumani Touré.
- 29 juin : le président algérien Mohamed Boudiaf est assassiné pendant son discours à Annaba (Bône).
- 1er août : « Grand débat national » en Centrafrique : adoption du multipartisme[11].
- 10 août : IIIe République à Madagascar. Instauration du multipartisme.
- 17 août : la SADCC, prenant compte de l’évolution politique à Pretoria, se transforme en Communauté de Développement de l’Afrique australe (SADC).
- 31 août : Pascal Lissouba, président du Congo.
- 4 septembre : multipartisme à Djibouti[12].
- 29-30 septembre : défaite de l'UNITA aux élections législatives en Angola. Le MPLA obtient 53,74 % des suffrages[13].
- 4 octobre : accord général de paix au Mozambique signé à Rome.
- 11 octobre : élections pluralistes au Cameroun. Paul Biya est réélu président de la République.
- 12 octobre : Un tremblement de terre de magnitude 5,8 frappe la région de Dahchour. L'épicentre étant situé à 35 km au sud du Caire, la capitale est également touchée : 561 morts, plus de 12 000 blessés et 8 300 bâtiments détruits ou endommagés[14].
- 21 octobre-2 novembre[15] : reprise de la guerre civile en Angola (1992-2002).
- 9 décembre : début de l'intervention humanitaire (« Restore Hope ») en Somalie (États-Unis, France…).

Algérie
- 3 janvier : manifestation de 300 000 personnes à Alger à l'appel du FFS pour « sauver la démocratie » face à la possible victoire du FIS et à la possibilité d'un putsch militaire.
- 11 janvier : Le président Chadli, lors d'une intervention télévisée annonce sa démission de la présidence de la république, ainsi que la dissolution du parlement. Le second tour des législatives est reporté (il n'aura en fait jamais lieu). Des unités blindées se déploient dans l’ensemble des grandes villes du pays. Dans une allocution télévisée, le président Chadli Bendjedid annonce sa démission, ainsi que la dissolution de l’Assemblée nationale populaire. Cette décision instaure un vide constitutionnel dans le pays. Début officiel de la « Décennie noire », guerre civile qui causera la mort de centaines de milliers de personnes.
- 14 janvier : le Haut conseil de sécurité (organe gouvernemental), réunissant les généraux de l'ANP, décide d’instaurer un Haut Comité d'État à la suite de la démission du président Chadli. Il comblera le vide institutionnel constaté après la démission du président et la dissolution du parlement. Mohamed Boudiaf, opposant politique en exil, est rappelé par les militaires pour assurer la présidence du HCE.
- 19 janvier : premier attentat contre les forces de sécurité dans l'algérois. 1 militaire et 2 gendarmes tués.
- 20 janvier : loi interdisant les rassemblements autour des lieux de culte. Affrontements sanglants autour des mosquées sur l’ensemble du territoire national. L'armée tire sur la foule en plusieurs points du pays, faisant une centaine de morts.
- 22 janvier : 15 000 militants du Front islamique du salut (FIS), dont de nombreux élus, sont arrêtés par les services de sécurité. Des mesures sont prises les jours et semaines suivantes contre les rassemblements et propagandes islamistes, accentuant les émeutes et la violence répressive du régime militaire.
- 8 février : soulèvement populaire de la cité de Batna dénonçant la répression du mouvement islamiste. Les forces de l'ordre et l'armée encerclent la ville et ouvrent le feu sur les émeutiers. Près de 50 personnes sont tuées et plus d'une centaine blessées.
- 9 février : l'état d'urgence est décrété pour 12 mois.
- 10 - 16 février : Série d'attaques de groupes armés visant les forces de sécurité : 7 policiers, 2 gendarmes et 10 militaires tués.
- 4 mars : dissolution du Front Islamique du Salut par la Cour Suprême d'Alger.
- 21 - 22 mai : premières opérations de ratissage de l'armée contre les maquis à Lakhdaria. 1 500 militaires sont mobilisés.
- Juin : Création du Groupe Islamique Armé. L'organisation se lance dans une guerre totale contre les forces de sécurité et, plus globalement, contre la population algérienne, soupçonnée de soutenir l'État. Le GIA sera l’auteur de terribles massacres contre les civils durant la décennie noire.
- 29 juin : assassinat de Mohamed Boudiaf par un membre du GIS, unité d’élite de la gendarmerie.
- 26 août : attentat à la bombe à l'aéroport d'Alger : 9 morts et 123 blessés.
- 30 septembre : le gouvernement militaire algérien publie un décret législatif sur la lutte contre la subversion et le terrorisme. Renforcement des pouvoirs des services de sécurité, instauration de camps de détention dans le sud du pays, création de cours de justice antiterroristes.
- 5 décembre : instauration du couvre feu dans la wilaya d'Alger.
  - Près d'un millier de personnes (militaires, civils, terroristes) tués depuis janvier.

### Amérique
- 1er janvier[17] : lancement par la Communauté Andine des Nations d’une zone andine de libre-échange, plus tard complété par un tarif extérieur commun.
- 16 janvier : signature des accords de paix de Chapultepec.
- 5 avril : coup d’État du président Fujimori au Pérou, qui est exclu de la Communauté andine des Nations jusqu’en 1997.
- Mai, Brésil : le frère du président accuse de corruption Paulo César Farias et le président Collor.
- 24 août : tuerie de l'Université Concordia. Valery Fabrikant assassine 4 collègues de travail de l'Université Concordia à Montréal au Québec.
- 29 septembre, Brésil : procédure de destitution du président Fernando Collor de Mello, accusé de corruption financière. Le vice-président Itamar Franco assume la présidence de la République. Il sera acquitté en 1994 faute de preuves.
- 7 octobre : North American Free Trade Agreement (Accord de libre-échange nord-américain, ou Alena) signé entre le Mexique, les États-Unis et le Canada. Le Parlement mexicain ratifie l’accord en 1993 et le traité prend effet le 1er janvier 1994, créant ainsi la plus grande zone de libre-échange du monde.
- 12-28 octobre : Quatrième Conférence générale de l’épiscopat latino-américain et caribéen organisée par le Conseil épiscopal latino-américain (CELAM) à Saint-Domingue en République dominicaine.
- 3 novembre : Bill Clinton remporte les élections et devient le 42e Président des États-Unis.
- 13 novembre : échec d'un Coup d’État du général Salinas contre Fujimori au Pérou.
- Plan d’union politique des îles au Vent (Dominique, Grenade, Sainte-Lucie, Saint-Vincent), non ratifié.
- Brésil : l’inflation atteint 1150 % en 1992 et s’accompagne d’un effondrement de la production industrielle. Erosion des salaires, chômage, paupérisation. La situation externe s’améliore (balance commerciale, afflux de capitaux étrangers). Un accord signé avec le FMI en juillet aboutit à une réduction globale de 15 % de la dette extérieure et suppose l’adoption d’un strict programme de stabilisation.

### Asie
- 27-29 janvier : à Singapour, L’ASEAN lance le projet d’une zone de libre-échange avec un échéancier de réduction des tarifs douaniers entre ses membres. Création d’un secrétariat permanent de l’APEC (Coopération économique pour l'Asie-Pacifique) à Singapour. Un sommet annuel des chefs d’États adhérant à l’APEC est institué à partir de 1993.
- Janvier-octobre, Chine[18] : les conservateurs essaient de profiter de la répression pour freiner les réformes, mais Deng Xiaoping profite d’un voyage à travers la Chine au début de l’année pour indiquer que le cap en matière économique n’a pas changé ; le 14e Congrès du parti, en octobre, confirme que l’objectif est bien de construire « un système économique socialiste de marché ». Après 1992, Deng Xiaoping, vieux et malade, ne participe plus guère à la gestion du pays mais reste la figure la plus respectée.
- 28 février, Cambodge : l’ONU commence à inscrire les électeurs en prévision des élections de mai 1993. Des affrontements entre le gouvernement, les partisans de Norodom Sihanouk et les Khmers rouges menacent à plusieurs reprises de mettre un terme au processus de paix. Finalement, les Khmers rouges refusent de participer au scrutin électoral.
- 22 mars : élections en Thaïlande. La victoire de partis pro-militaires suscite à Bangkok une vague de manifestations des étudiants et de la classe moyenne exigeant la mise en place de réformes démocratiques. Ces manifestations sont violemment réprimées par l’armée, mais le roi intervient pour imposer un gouvernement plus respectueux de la démocratie.
- 9 avril[19] : La Corée du Nord signe un accord avec l’Agence internationale de l'énergie atomique (AIEA) autorisant l’inspection de ses installations nucléaires. Probablement détentrice de l’arme nucléaire, la Corée du Nord refuse la visite des sites suspectés aux inspecteurs de l’AIEA et menace de se retirer du traité de non-prolifération nucléaire qu’elle avait ratifié en 1985.
- 15 avril : constitution de la République socialiste du Viêt Nam, qui confirme l’évolution du pays vers l’économie de marché.
- 23 avril (Birmanie) : malade, Saw Maung est remplacé à la tête du SLORC par le général Than Shwe.
- 24 mai : le dirigeant thaïlandais Suchinda Kraprayoon est contraint de démissionner. Fin du régime militaire.
- 7 juin, Tibet : le 14e Dalaï-lama reconnait officiellement Orgyen Trinley Dorje comme le 17e Karmapa. Le 27 juin les autorités chinoises le reconnaissent également. Orgyen Trinley Dorje est intronisé au monastère de Tsourphou le 27 septembre.
- 30 juin, Philippines : les mouvements insurrectionnels communistes et les querelles intestines au sein de l’armée poussent Cory Aquino à rechercher un compromis avec la droite, ce qui provoque le départ de nombreux libéraux de son gouvernement. Cory Aquino, après avoir échappé à plusieurs coups d’État, doit démissionner à la suite de l'échec de sa politique économique et agraire. Fidel Ramos lui succède à la présidence.
- 23 septembre : les élections organisées en Thaïlande aboutissent à la formation d’un nouveau gouvernement de coalition des partis prodémocratiques dirigé par un vétéran de la politique, Chuan Leekpai, chef du parti démocrate.
- 23-28 octobre : l’empereur du Japon Akihito se rend en Chine pour la première fois de l’histoire.
- 24 novembre[20] : les forces américaines se retirent des Philippines, après la décision par le Sénat philippin de ne pas renouveler les baux des bases militaires américaines.
- 25 novembre : après la mort de Kaysone Phomvihane, Nouhak Phoumsavanh accède au pouvoir au Laos.
- 6 décembre (Inde) : les extrémistes hindous entreprennent la destruction de la mosquée d’Ayodhya, ce qui entraîne de violents affrontements intercommunautaires dans tout le pays, provoquant la mort de plus de 1 200 personnes. Le lendemain, des émeutes anti-indiennes ont lieu au Pakistan et au Bangladesh.
- 18 décembre : élections nationales en Corée du Sud[21]. Changement de majorité, le président Roh Tae-woo démissionne au profit de Kim Young-sam.
- La Russie retire son dernier grand navire de la base de Cam Ranh au Viêt Nam et rapatrie tous ses conseillers (base restituée définitivement en mai 2002).
- Dès la fin de l’année, Washington permet aux compagnies américaines d’ouvrir des bureaux au Viêt Nam.
- La Chine compte 1,27 milliard d’habitants. Le pays est devenu depuis la mort de Mao Zedong une grande puissance économique et militaire. Mais l’effort de soutien budgétaire en faveur des entreprises d’État, lourdement déficitaires, devient insupportable. Leur mise en faillite impliquerait le chômage pour des millions des travailleurs bénéficiant par ailleurs d’une médiocre protection sociale. La mauvaise santé des entreprises d’État rejaillit sur les banques qui ploient sous les créances douteuses. La corruption affaiblit le système. Le pouvoir central communiste réussit cependant à conserver le contrôle de la situation, car une majorité de Chinois craint que le pays ne replonge dans le chaos.

#### Asie centrale et Caucase
- 6 janvier : Zviad Gamsakhourdia, le président de Géorgie, accusé de corruption, de violation des droits de l’homme et d’abus de pouvoir est chassé du pouvoir. Gamsakhourdia et ses partisans montent plusieurs opérations pour tenter de reprendre Tbilissi par la force et, en octobre 1993, menacent Koutaïssi. La révolte prend fin après la mort, apparemment par suicide, de Gamsakhourdia à la fin 1993.
- 13 janvier[22] : une nouvelle Constitution, respectant les principes de démocratie, d’économie mixte, de liberté d’opinion et de neutralité en politique étrangère est adoptée en Mongolie. Le nom de république populaire et l’étoile rouge du drapeau sont abandonnés.
- 26 février : massacre de Khodjaly pendant le conflit du Haut-Karabagh.
- 2 mars : l’Ouzbékistan, l’Azerbaïdjan, l’Arménie, le Kirghizistan et le Tadjikistan deviennent membres des Nations unies.
- 10 avril : massacre de Maragha pendant le conflit du Haut-Karabagh.
- 28 avril : prise de Kaboul par les moudjahiddin de Ahmed Chah Massoud.
- 8 mai : prise de Chouchi.
- 25 mai : traité du Kazakhstan avec la Russie : le Kazakhstan doit détruire toutes ses armes nucléaires ou les transférer sous contrôle russe dans les sept années à venir[23].
- Mai : Début de la guerre civile au Tadjikistan (fin en juillet 1997)[24]. Approvisionnés en armes à partir de l’Afghanistan, les démocrates islamistes prennent le contrôle de la capitale. Aidés par les forces russes et ouzbeks, les procommunistes reprennent ensuite la ville puis le contrôle du pays, rétablissent le gouvernement et lancent une campagne d’élimination de l’opposition, interdisant le Parti de la renaissance islamique, où le Lali Badakhshan, qui réclamait une plus grande autonomie pour la région du Gorno-Badakhshan (1993), et limitant la liberté de la presse. Pour pouvoir contrôler les autorités religieuses musulmanes, le gouvernement établi une séparation des pouvoirs de l’État et du clergé.

- 16 juin : Abülfaz Elçibay, chef du Front populaire azéri (FPA), est élu président de l’Azerbaïdjan au suffrage universel avec 55 % des voix (fin le 1er septembre 1993).
- 28 juin
  - Afghanistan : les factions rivales acceptent la mise en place d’un conseil intérimaire pour gouverner l’Afghanistan, avec comme président Burhanuddin Rabbani du Jamiat-i Islami (Tadjiks et musulmans modérés).
  - Le Parti révolutionnaire du peuple mongol (PPRM) reconstitué remporte les élections législatives en Mongolie[25]. Le Grand Khural est aboli et un nouveau Grand Khural monocaméral devient le Corps législatif du pays.
- 23 juillet : le Soviet suprême abkhaze déclare l’indépendance de l’Abkhazie.
- Août : les autorités géorgiennes envoient des troupes en Abkhazie sous couvert de protéger les voies d’approvisionnement et pour poursuivre les forces soutenant Gamsakhourdia. D’intenses combats ont lieu, les Abkhazes recevant le soutien des peuples caucasiens de Russie. Les forces géorgiennes perdent énormément de terrain jusqu’à ce qu’un cessez-le-feu soit déclaré en juillet 1993.
- 7 septembre : démission du président du Tadjikistan Rahmon Nabiev.
- 1er-6 octobre : victoire des séparatistes abkhazes à la bataille de Gagra en Géorgie.
- 11 octobre : Edouard Chevardnadze est élu Président du Parlement de Géorgie.
- 20 novembre : Emomali Rahmonov (aujourd'hui appelé Emomalii Rahmon), président du Tadjikistan.

- Les dernières troupes de l’ancienne Union soviétique (environ 65 000 soldats) quittent la Mongolie à la fin de l’année.
- 30 octobre-6 novembre 1992 : Le conflit en Ossétie du Nord de 1992 est un conflit ethnique entre Ossètes et Ingouches sur le territoire du district de Prigorodny (république d'Ossétie-du-Nord-Alanie).

### Proche-Orient
- 6 janvier : le Conseil de sécurité des Nations unies condamne la politique israélienne à l’égard de la population palestinienne (déportation)[26]. Des attentats individuels frappent les colons israéliens en janvier.
- 13 mai (Liban) : le gouvernement Omar Karamé démissionne à la suite de manifestations déclenchées par la crise monétaire.
- 16 mai : Rashid al-Suhl est nommé Premier ministre du Liban.
- 19 mai : des élections sont organisées dans la région autonome Kurde en Irak.
- 8 juin : l'écrivain égyptien Farag Foda est assassiné dans un attentat perpétré par le groupe islamiste Al-Gama'a al-islamiyya. Ses travaux sur l'Islam et le Coran avaient suscité la colère des autorités religieuses.
- 23 juin : victoire des travaillistes aux élections en Israël[27].
- 13 juillet : Yitzhak Rabin, militaire au passé prestigieux, Premier ministre en Israël. Il prend des initiatives pour débloquer la situation, et s’efforce d’obtenir la paix sans que la sécurité n’en souffre. Avec son ministre des Affaires étrangères Shimon Peres, il prend pour la première fois contact avec Yasser Arafat, leader de l’OLP devenu vulnérable depuis que les monarchies arabes lui refusent toute aide financière à cause de son soutien à Saddam Hussein dans la guerre du Golfe.
- 21 juillet : attentat au Caire. Début d'une campagne d’attentats islamistes contre des groupes de touristes en Égypte.
- 25 juillet (Liban du Sud) : l’aviation israélienne réplique aux attaques chiites (13 israéliens morts depuis le début de l’année) en bombardant de nombreux sites, y compris civils. Le Hezbollah réplique en bombardant la Galilée. Rabin lance alors l’opération « règlement de comptes » qui entraîne la fuite vers le nord du Liban de 300 000 personnes. Le 31 juillet, à la suite d'une intervention américaine, un cessez-le-feu est obtenu.

- 26 août : résolution 773[28]. Une commission de l’ONU établit une délimitation de la frontière du Koweït avec l’Irak, qui prive ce dernier de tout accès maritime. Bagdad proteste.
- 27 août : Une nouvelle zone d’exclusion aérienne est créée au sud de l’Irak afin de protéger les populations chiites[29].
- 6 septembre : Rashid al-Suhl organise les premières élections législatives au Liban depuis 1972. Elles sont boycottées dans les secteurs chrétiens, mais le Hezbollah et Amal entrent au Parlement.
- Octobre : l’impasse des négociations de Washington relance la violence, menée par les mouvements islamistes. Les maisons des suspects d’attentats sont détruites au missile anti-char par les Israéliens.
- 12 novembre : le gouvernement Rafiq Hariri est investi au Liban.
- 17 décembre : le gouvernement Rabin déporte hors des territoires occupés plus de 400 Palestiniens accusés d’être des activistes islamistes[30]. Ils sont envoyés au Liban, qui refuse de les accueillir et se retrouvent dans un no man’s land entre les zones des deux armées. L’action israélienne est condamnée par le Conseil de sécurité.

- L’Irak se lance dans un vaste programme de reconstruction de l’infrastructure du pays. Saddam Hussein multiplie les dépenses somptuaires, telles la construction de palais présidentiels. Un nouveau réseau de canaux est creusé dans le sud. L’opposition politique est inexistante (assassinat de religieux chiites, fuite de dirigeants à l’étranger) et le blocus renforce le régime en plaçant les populations dans un état de dépendance et de malnutrition.
- Liban : l’État cherche à démanteler les cultures de drogues. L’économie est au plus bas. La monnaie nationale continue de perdre de sa valeur tandis que la reconstruction immobilière reste à faire. En mai, la livre libanaise s’effondre (un dollar pour 2 000 livres).

### Europe

#### Europe occidentale

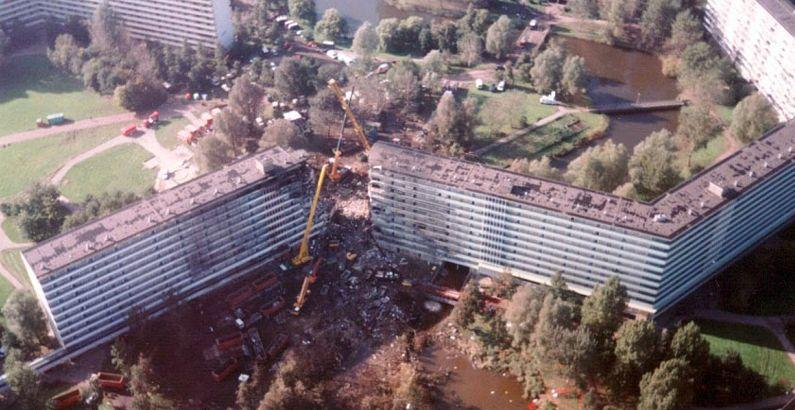
4 octobre : catastrophe aérienne aux Pays-Bas.

- 13 janvier : réélection de Mário Soares à la présidence de la république au Portugal.
- 7 février : signature du traité de Maastricht également appelé traité de l’Union européenne. Il entrera en vigueur au 1er novembre 1993, l'Union européenne (UE) remplaçant alors la CEE et s’applique aux douze États membres initiaux, à savoir l’Allemagne, la Belgique, le Danemark, l’Espagne, la France, la Grèce, l’Irlande, l’Italie, le Luxembourg, les Pays-Bas, le Portugal, et le Royaume-Uni ; il prévoit aussi l'Union économique et monétaire. Le Royaume-Uni refuse d’en accepter la clause sociale.
  - Voir aussi : Processus de ratification du traité de Maastricht et décisions du Conseil constitutionnel.
- 17 février : le juge Antonio Di Pietro fait arrêter Mario Chiesa, un membre du Parti socialiste italien (PSI). C'est le début de l'Opération Mains propres (Mani pulite) lancée par la justice contre la corruption du monde politique italien et qui aboutit à la disparition de partis comme la Démocratie chrétienne (DC) et le Parti socialiste italien (PSI).
- 17 mars : les troupes britanniques quittent définitivement Gibraltar.
- 9 avril : quatrième victoire électorale du parti conservateur au Royaume-Uni.
- 12 avril : ouverture du complexe Euro Disney Resort à Marne-la-Vallée.
- 21 mai :
  - Création par François Mitterrand et Helmut Kohl de l'Eurocorps (35 000 à 45 000 hommes).
  - Accord des Douze sur la politique agricole commune.
  - Élaboration de la directive 92/43/CEE concernant la conservation des habitats naturels ainsi que des espèces de faune (biologie) et de la flore sauvage, dite Directive Habitats Faune Flore.
- 27 mai : constitution de la République de Saxe.
- 2 juin : référendum au Danemark : malgré un vote favorable au Parlement, 50,7 % des Danois refusent le traité de Maastricht.
- 19 juin : le parlement suisse adopte une loi fédérale sur la « protection des données ».
- 6 juillet : ouverture à Munich du Sommet du G7.
- 9 juillet : sommet de la CSCE (52 pays) à Helsinki.
- 18 juillet : Neil Kinnock est remplacé par John Smith à la tête des travaillistes au Royaume-Uni.
- 23 juillet : le Parlement du Royaume-Uni ratifie les accords de Maastricht.
- 16 septembre : crise monétaire en Europe[31]. La lire, la peseta et l’escudo sont dévalués. Le franc résiste grâce à l’aide de l’Allemagne. La Livre sterling doit quitter le SME face aux assauts des spéculateurs.
- 20 septembre : référendum sur le traité de Maastricht en France. Courte victoire du OUI (51,05 % des votants).
- 25 septembre : ouverture du canal Main - Danube en Allemagne.
- 28 septembre : début des émissions d'Arte, chaîne de télévision généraliste franco-allemande de service public à vocation culturelle européenne, dans le cadre d'un groupement européen d'intérêt économique. Jérôme Clément en est le premier président.
- 4 octobre : un avion cargo (vol 1862) de la compagnie aérienne El Al s'écrase dans la banlieue d'Amsterdam, faisant 43 morts.
- 7 octobre : à Saragosse (Espagne), alternative de José Raúl Gracia Hernández dit « El Tato », matador espagnol.
- 20 novembre : un incendie endommage le Château de Windsor en Angleterre.
- 6 décembre : à la suite d'un référendum, la Suisse refuse de ratifier l'EEE.

- La reine Élisabeth II se rend en visite au Parlement européen à Strasbourg.
- Plus de 10 % de chômeurs au Royaume-Uni entre 1992 et 1994.

#### Europe orientale

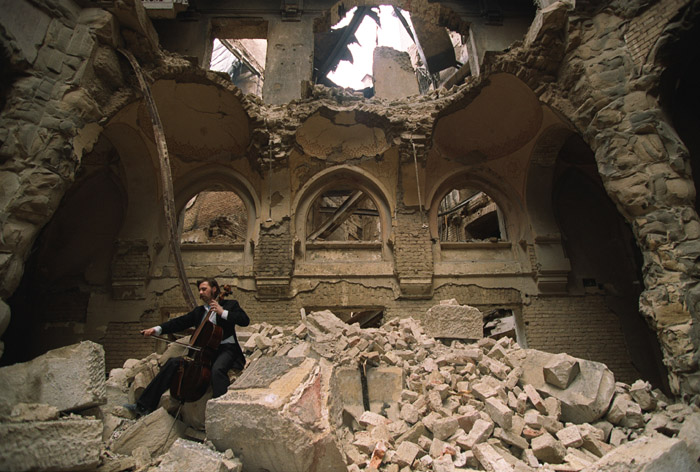
6 avril : guerre de Bosnie-Herzégovine

- 3 janvier (guerre de Croatie) : cessez-le-feu entre la Croatie et la Serbie[32]. La Croatie perd plus du tiers de son territoire. Dubrovnik est détruite.
- 15 janvier : la CEE reconnaît l'indépendance de la Slovénie et de la Croatie.
- 30 janvier : Tiit Vähi Premier ministre en Estonie.
- 11 février : collision entre deux sous-marins, l'un américain, l'autre russe, près de Mourmansk en Russie.
- 29 février : référendum sur l'indépendance de la Bosnie-Herzégovine.
- Février : en Lituanie, la popularité de la coalition Sąjūdis s’effrite à cause de batailles politiques internes, d’une crise économique sévère provoquée par l’interruption des liens commerciaux avec les ex-républiques soviétiques et de mauvaises relations avec les pays voisins. Le Parti lituanien démocrate du travail (PTDL, ancien Parti communiste de Lituanie) remporte la majorité des sièges au Seimas en février.
- 1er mars : déclaration d’indépendance de la Bosnie-Herzégovine à la suite d'un référendum où les Serbes (un tiers de la population) ont boycotté les urnes. La guerre se déplace sur son territoire.
- 22 mars : l'opposition remporte les premières élections libres en Albanie. Défaite du Parti socialiste Albanais aux législatives. Les « démocrates » sont majoritaires au Parlement.
- 2 avril : Sali Berisha devient président en Albanie à la place de Ramiz Alia, avec un programme d’économie de marché et de privatisations. Le système communiste est renversé, mais les socialistes refont surface en été lors des élections locales, alors que le pays s’enfonce dans la crise et que le camp démocrate se déchire.
- 6 avril : 
  - Début de la guerre de Bosnie-Herzégovine (fin en août 1995). Les Serbes de Bosnie-Herzégovine appuyés par l’armée « yougoslave » de Milosevic conquièrent 70 % de la Bosnie-Herzégovine en quelques mois et constituent une république qui entend faire sécession pour se rattacher à la Serbie. L’ONU condamne la Yougoslavie comme l’agresseur de la Bosnie-Herzégovine.
  - La CEE reconnaît l'indépendance de la Bosnie-Herzégovine[33].
- 27 avril : la Serbie et le Monténégro s’unissent pour former la République fédérale de Yougoslavie.
- 22 mai : admission de la Croatie, de la Slovénie et de la Bosnie-Herzégovine au sein de l'ONU.
- 30 mai :
  - La Bosnie-Herzégovine rejoint les Nations unies.
  - L'ONU vote un embargo commercial contre la Yougoslavie qui se révèle rapidement poreux. D’anciennes solidarités paralysent l’action de la communauté internationale qui affiche ses divisions.
- 2 août : révélation sur la mise en place de camps de concentration par les Serbes en Bosnie-Herzégovine, début de l'« épuration ethnique ».
- 22 septembre : la République fédérale de Yougoslavie (Serbie-Monténégro) est exclue de l’Assemblée générale des Nations unies. L’ONU ne reconnaît pas la nouvelle république comme successeur de la République fédérative socialiste de Yougoslavie, laquelle a cessé d'exister, laissant au nouvel État la possibilité de présenter sa candidature en son nom propre. Le Premier ministre fédéral, Milan Panić (en) semble décidé à suivre cette voie (octobre), mais ses adversaires politiques en profitent pour l’éliminer.
- 25 octobre (Lituanie) : le leader du PTD, Algirdas Brazauskas, est élu président du Seimas et président de la République par intérim.
- 30 octobre : des violences ethniques éclatent entre Ossètes et Ingouches en Russie.
- 4 novembre : Ion Iliescu, réélu président de Roumanie, nomme un nouveau gouvernement dirigé par Nicolae Văcăroiu et dominé par le Front démocratique du salut national (FDSN), l’un des deux partis issus de la scission du Front de salut national.
- 31 décembre : dissolution de la Tchécoslovaquie, remplacée le lendemain par la République tchèque et la Slovaquie.

- Affrontements intercommunautaires en ex-Yougoslavie. Environ 100 000 réfugiés fuient le pays pour la Hongrie dont le gouvernement fait appel à l’aide occidentale.
- Retrait des garnisons soviétiques en Pologne (1992-1993).

- En Tchécoslovaquie, la campagne de privatisation par distribution gratuite de coupons prend son essor grâce à la publicité massive orchestrée par des fonds d’investissements liés aux banques et autres organismes financiers. Ces fonds vendent leurs actions contre des coupons qu’ils utilisent pour acheter des actions des entreprises d’État transformées en sociétés anonymes ; ils promettent de racheter leurs propres actions à des prix au moins dix fois supérieurs au montant versé initialement par le public—ce qui explique son engouement (82 % des adultes tchèques détiennent des coupons). Lors de la première vague, 42 % des actifs sont privatisés de cette façon, alors que l’État conserve une bonne part de son capital. Certaines entreprises d’État tombent sous le contrôle de capitaux étrangers (Skoda par exemple, rachetée par Volkswagen). Mais la majorité dépendent d’un groupe de Fonds d’investissement, les uns contrôlés par des particuliers, la plupart par les cinq grandes banques tchèques, elles-mêmes contrôlées en partie par l’organisme public chargé de la privatisation. Il en résulte un système pyramidal fragile et instable, car les Fonds d’investissement, qui doivent verser des dividendes, allègent leurs portefeuilles en vendant des actions. Une nouvelle privatisation, « silencieuse » peut alors débuter, visant à restructurer l’économie pour la rendre plus performante.

### Communauté des États indépendants
- 1er janvier : lancement du programme de réformes économiques radicales de Iegor Gaïdar en Russie. Les conservateurs, regroupés autour du président du Parlement, émanation du Congrès des députés du peuple (CDP), Rouslan Khasboulatov, cherchent à contrer Eltsine.
- 31 janvier : la Russie remplace l'URSS comme membre permanent du Conseil de sécurité des Nations unies.
- 2 mars :
  - Admission de l'Arménie, la Moldavie, l'Azerbaïdjan, le Kazakhstan, le Kirghizistan, l'Ouzbékistan, le Tadjikistan, et le Turkménistan au sein de l'ONU.
  - Le président moldave Mircea Snegur autorise une action armée contre les rebelles de Transnistrie. Ceux-ci, aidés par des contingents de cosaques et par la XIVe armée russe du général Lebed, consolident leur emprise sur la région disputée. Le gouvernement moldave demande plusieurs fois à l’ONU d’intervenir, sans succès. Lebed obtient un cessez-le-feu en août et les troupes de la CEI s’interposent.
- 27 mars : la CEI crée à Saint-Pétersbourg une assemblée interparlementaire.
- 31 mars : traité refondant la fédération de Russie. Il n’est pas signé par le Tatarstan et la Tchétchénie. Les Tchétchènes musulmans du Caucase, riches en pétrole, choisissent l’indépendance.
- 5 mai : un mouvement sécessionniste dirigé par des Russes se forme en Crimée. La Crimée proclame son indépendance, qui est finalement abrogée. Le même mois, le corps législatif russe déclare nul et caduc le transfert de 1954 qui rattachait la Crimée à l’Ukraine. En fait, à partir de 1991, l’Ukraine et la Russie revendiquaient chacune le contrôle de la flotte de la mer Noire, basée dans le port de Sébastopol.
- 15 juin : Iegor Gaïdar, Premier ministre de Russie.
- 23 juin : accord russo-ukrainien sur le partage du commandement de la flotte de la mer Noire jusqu’en 1995, date à laquelle elle sera divisée entre les deux pays.
- 9 octobre : l'accord de Bichkek (Kirhizie) maintient une zone rouble entre Russie, Biélorussie, Kazakhstan, Ouzbékistan, Kirghizistan, Arménie.
- 13 octobre : Leonid Koutchma devient Premier ministre d’Ukraine. Il met en place une série de réformes économiques qui coïncident avec le début de la crise économique et de l’hyperinflation.
- 14 décembre : le Parlement refuse de confirmer dans son poste Iegor Gaïdar, principal architecte des plans de réformes gouvernementaux, « Premier ministre en exercice » depuis juin, et désigne à sa place le « pragmatique » Viktor Tchernomyrdine, membre de longue date du Parti communiste de l'Union soviétique (PCUS), apparaissant comme partisan d’une politique économique moins radicale.
- Décembre : la Cour constitutionnelle russe revient sur la décision prise par le Soviet suprême de l’URSS, avant son auto-dissolution en août 1991, de suspendre les activités du PCUS, redonnant au parti la possibilité officielle de reconquérir une nouvelle audience. La Russie se trouve dans une véritable impasse politique, entre une équipe gouvernementale engagée sur la voie d’indispensables réformes et un organe législatif se référant sans cesse à la Constitution de 1977, mise en place durant l’ère brejnévienne et devenue complètement inadaptée. Conservateurs et réformistes arrivent à un accord sur la tenue d’un référendum en avril 1993, vivement souhaité par Boris Eltsine.

- Inflation vertigineuse (souvent plus de 1000 % de hausse des prix par an entre 1992 et 1994). Les pouvoirs publics ne maîtrisent plus la masse monétaire. En Russie, après avoir renvoyé Gaïdar, Boris Eltsine mène une politique louvoyante. Une stricte maîtrise de la masse monétaire risque de mettre en faillite de nombreuses entreprises non rentables ou insolvables et de jeter à la rue des millions de chômeurs. De peur du chaos, le gouvernement préfère laisser les firmes opérer entre elles diverses formes de troc ou bénéficier de crédits bancaires constamment renouvelés. L’État lui-même entretient le mécanisme inflationniste par son lourd déficit budgétaire : Malgré la réduction des dépenses publiques (armée, éducation, santé), ces annulations de crédits ne compensent pas les mauvaises rentrées d’impôts (aucune réforme fiscale n’est adoptée). L’État russe n’a pas les moyens de mettre en œuvre une politique de croissance et de développement.

### Océanie et Pacifique
- 8 avril : suspension des essais nucléaires français dans le Pacifique.
- 2 juin : Sitiveni Rabuka est élu Premier ministre des Fidji, mais son gouvernement doit démissionner en novembre 1993, sa proposition de budget ayant été refusée. Il sera cependant réélu en février 1994.
- 3 juin : Arrêt Mabo. La Haute Cour australienne donne raison aux Meriam qui revendiquent la possession de l’île de Murray, annexée par la colonie du Queensland en 1879.
- Octobre : reprise des combats avec les séparatistes de Bougainville au retour des troupes gouvernementales dans l’île.
- 10 décembre : le premier ministre australien Paul Keating prononce son célèbre discours de Redfern.

## Distinctions internationales

### Prix Nobel
Les lauréats du Prix Nobel en 1992 sont :
- Prix Nobel de physique : Georges Charpak
- Prix Nobel de chimie : Rudolph Marcus
- Prix Nobel de physiologie ou médecine : Edwin G. Krebs
- Prix Nobel de littérature : Derek Walcott
- Prix Nobel de la paix : Rigoberta Menchú
- « Prix Nobel » d'économie : Alvaro Siza.

### Autres prix
- Prix Pritzker (architecture) : Christian de Portzamparc.

## Décès en 1992

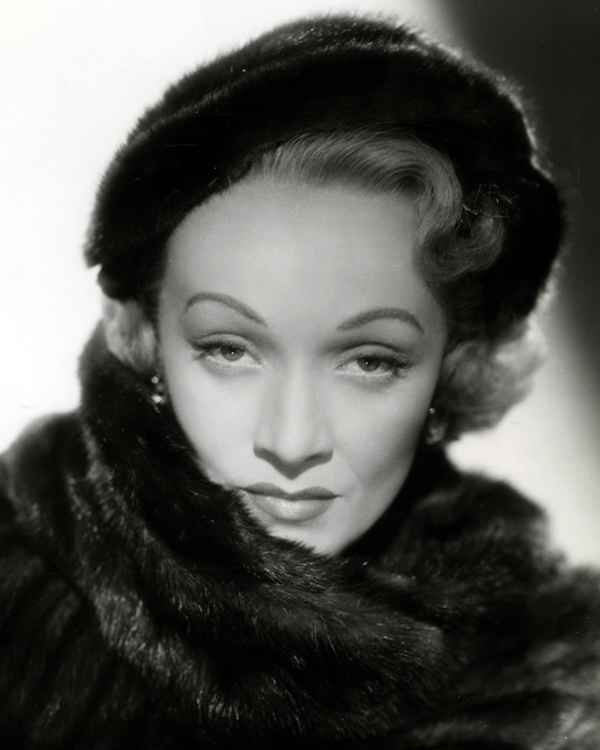
Marlene Dietrich.

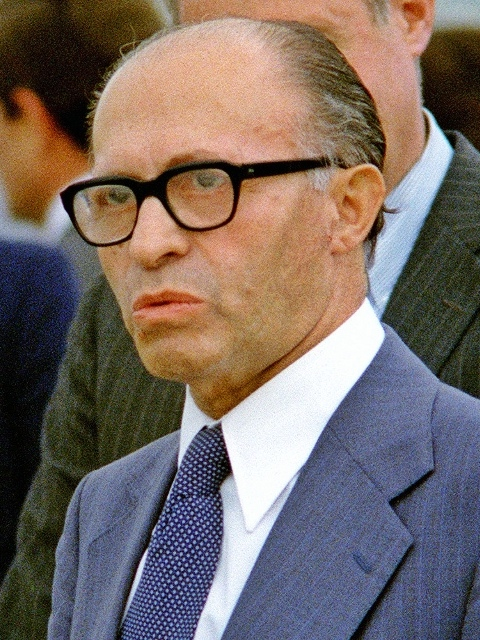
Menahem Begin

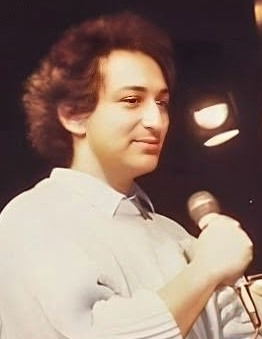
Michel Berger

Personnalités majeures décédées en 1992
- 9 mars : Menahem Begin (homme politique israélien)
- 14 mars : Jean Poiret (acteur français)
- 23 avril : Satyajit Ray (cinéaste indien)
- 27 avril : Olivier Messiaen (compositeur français)
- 28 avril : Francis Bacon (peintre britannique)
- 6 mai : Marlene Dietrich (actrice américaine d'origine allemande)
- 12 mai : Jacqueline Maillan (actrice française)
- 23 juillet : Arletty (actrice française)
- 2 août : Michel Berger (chanteur français)
- 12 août : John Cage (compositeur américain)
- 8 octobre : Willy Brandt (homme politique allemand)
- 7 novembre : Alexander Dubček (homme politique tchécoslovaque)